# For Conscience' Sake
For Conscience' Sake is een kort verhaal van de Engelse schrijver Thomas Hardy. Hij voltooide het in maart 1891. Vervolgens werd het opgenomen in de verhalenbundel Life's Little Ironies, die in 1894 werd uitgebracht.

## Het verhaal
Mr. Millborne is een in Londen wonende vrijgezel van rond de 50 jaar oud. Hij is in tamelijk goeden doen en houdt er vaste gewoonten op na. De meeste dagen slijt hij in zijn club. De laatste tijd knaagt er echter iets aan hem. Hij spreekt tijdens een kleine ongesteldheid met zijn dokter, geeft aan dat hij zich eenzaam voelt en dat zijn geweten opspeelt. Lang geleden heeft hij in zijn toenmalige woonplaats Toneborough (in Hardy's fictieve graafschap Wessex de aanduiding voor Taunton) een meisje een huwelijksaanzoek gedaan, haar zwanger gemaakt en, omdat zij eigenlijk beneden zijn stand was, in de steek gelaten. De dokter raadt hem aan het er maar bij te laten, maar na enkele maanden komt hij toch in actie. Uit zijdelingse informatie die hij ooit eens heeft opgevangen weet hij dat zij nu onder de naam Frankland in Exonbury (Exeter) woont, waar zij zich heeft gevestigd als een uit het buitenland teruggekeerde 'weduwe'. Leonora en haar dochter Frances zijn daar inmiddels actieve burgers en runnen samen een goed beklante muziek- en dansschool. Na enige aarzeling brengt hij haar een bezoek, waarop zij nuchter en koel reageert. Op zijn verzoek wil zij niet ingaan; het huidige leven bevalt haar goed. Haar dochter weet niet beter dan dat haar moeder weduwe is. Frances heeft inmiddels een vriend die geestelijke is en die het goed met haar voor heeft. Enig bezwaar dat zijn vrienden maken is het beroep van zijn mogelijke bruid, dat niet passend zou zijn bij zijn status. Hierin ziet Millborne zijn kans: hij oppert de mogelijkheid dat Leonora bij een huwelijk haar zaak van de hand kan doen, zodat een eventueel bezwaar tegen het huwelijk van Frances met de predikant kan worden weggenomen. Uiteindelijk stemmen moeder en dochter dan in, het huwelijk tussen Mrs. Frankland en Mr. Millborne wordt voltrokken en het gezin vestigt zich in Londen. Kort daarna gaat het gezin voor een korte vakantie naar Wight, waar de jonge dominee, Percival Cope, hen bezoekt. Tijdens een boottochtje dat het gezelschap maakt worden alle inzittenden op Percival na misselijk van de woelige zee en daarbij valt het Percival op dat er in de daarmee gepaard gaande gelaatsuitdrukkingen toch wel een duidelijke overeenstemming valt te constateren in die van Frances en Mr. Millborne. Dit zet hem aan het denken en, strikt als hij is in zijn opvattingen, aan het twijfelen. Er is dan ook van enige verkoeling sprake en de correspondentie tussen de twee gelieven stagneert. Dit geeft spanningen in het huishouden en er ontstaat ruzie tussen de echtelieden. Het lijkt erop dat Millbornes plan juist het tegenovergesteld effect heeft dan het beoogde. Uiteindelijk biecht Leonora aan haar dochter de waarheid op. Om de zaken glad te strijken stelt Millborne voor dat het gezin uit Londen zal verhuizen naar het vertrouwde Wessex, waar zij een fraai huis betrekken. Percival Cope bezoekt hen daar, maar blijft afstandelijk. Millborne trekt zijn conclusies en besluit uit hun leven te verdwijnen, al zorgt hij er wel voor dat moeder en dochter goed verzorgd achterblijven.
Millborne vestigt zich in Brussel, waar hij uit de Engelse kranten verneemt dat Frances haar Percival heeft getrouwd. Hij keert niet meer terug en hervat zijn vrijgezellenbestaan, waarbij opgemerkt wordt dat hij nogal eens te diep in het glaasje kijkt.